# St. Martin (Rendsburg)

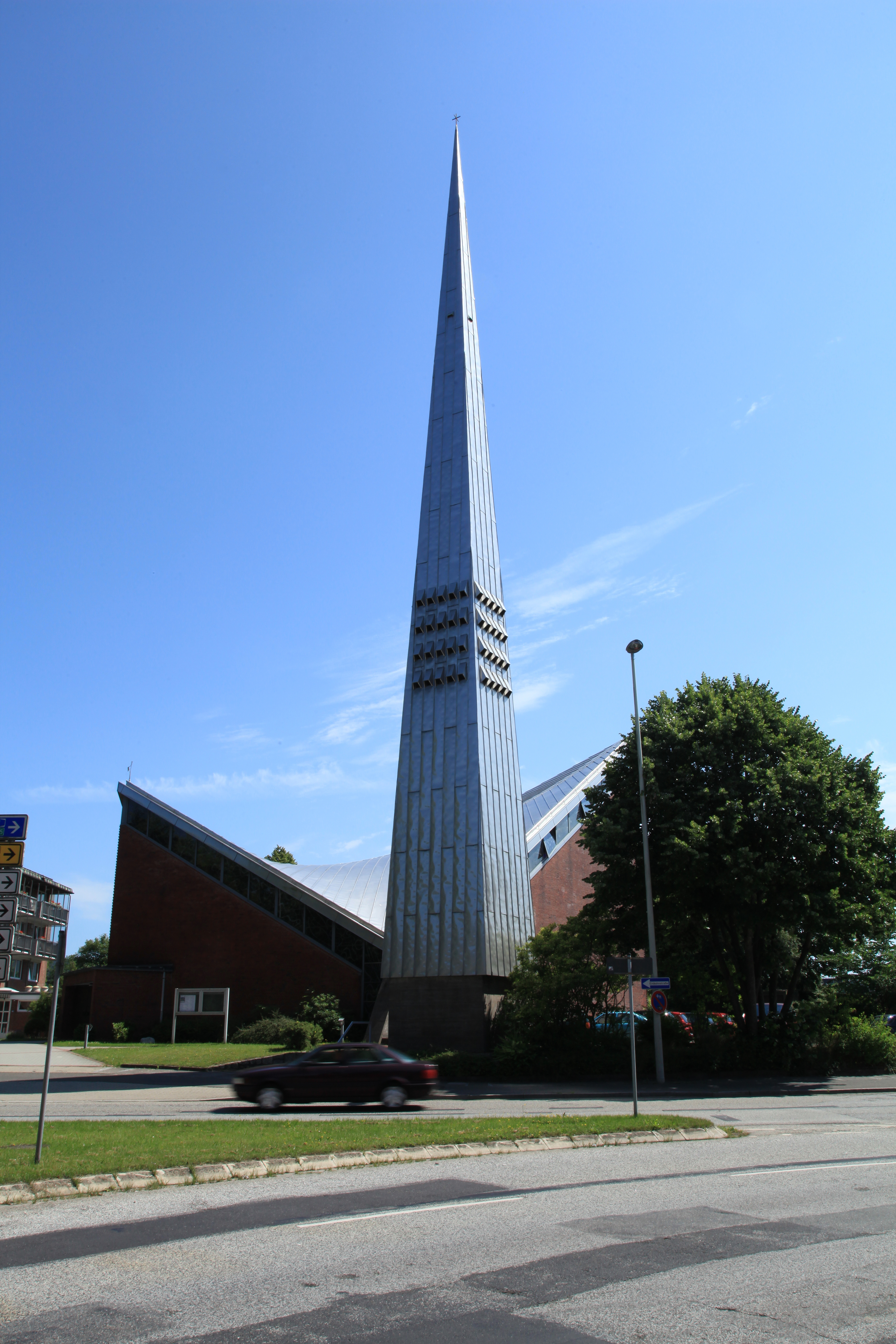
St. Martin in Rendsburg

St. Martin ist eine römisch-katholische Kirche in Rendsburg in Schleswig-Holstein. Sie wurde am 4. Juni 1967 geweiht und gilt als Musterbeispiel für den modernen Kirchbau in den 1960er Jahren.

## Geschichte
Nach der Reformation wurden Messen für die in Rendsburg stationierten katholischen Soldaten erst 1689 wieder zugelassen. Priester aus Glückstadt und Friedrichstadt hielten die Gottesdienste im Haus des ebenfalls katholischen Baumeisters Dominicus Pelli.  Erst 1871 erhielt Rendsburg einen eigenen katholischen Priester. Am 29. September 1874 wurde die Kirche St. Martin in der Eisenbahnstraße geweiht. Sie war der erste katholische Kirchbau nach der Reformation in Schleswig-Holstein. Nach dem Zweiten Weltkrieg wurde die neuromanische Kirche für die durch zahlreiche Flüchtlinge stark angewachsene Gemeinde zu klein. Zudem drohte sie durch die Erschütterungen des Straßenverkehrs zusammenzubrechen. Die Kirchengemeinde erwarb das Grundstück an der Herrenstraße und rief einen Architektenwettbewerb aus, den Karlheinz Bargholz (1920–2015) gewann.
Seit Juli 2025 ist das Gebäude als Kulturdenkmal ausgewiesen.

## Baubeschreibung
Das Raumkonzept von Karlheinz Bargholz, das die Richtungsänderung des Zweiten Vatikanischen Konzils berücksichtigte, platzierte den Altar frei in einem schlichten Altarraum. Für farbiges Licht im Kirchenraum gestaltete der Künstler Eduard Bargheer eine gläsernes Lichtband unter der Decke. Das Schalendach, das im Grundriss ein Viereck bildet, erwies sich durch den weit heruntergezogenen Eckpunkt auf 3,00 m Höhe und den 17,50 m hoch gehobenen anderen Eckpunkt als statisch und konstruktiv anspruchsvoll. Der neben der Kirche freistehende Turm hat die Form einer extrem spitz zulaufenden Pyramide. Er ist mit Edelstahlplatten eingedeckt und ist ohne das Kreuz 36,90 m hoch. In ihm sind fünf Glocken montiert.